# Pluto (materijal)
Pluto ili čepovina je vodonepropusan materijal dobiven iz tkiva hrasta plutnjaka (Quercus suber). Pluto se prvenstveno sastoji od hidrofobnog sastojka suberina, a zbog svoje vodonepropusnosti, elastičnosti i vatrootpornosti koristi se u širokoj paleti proizvoda od kojih su najuobičajeniji vinski čepovi. Oko 50% svjetske proizvodnje pluta godišnje dolazi iz Portugala.

## Privredna važnost
Na svijetu ima oko 2 200 000 hektara šuma hrasta plutnjaka; 32,4% u Portugalu i 22,2% u Španjolskoj. Godišnja proizvodnja iznosi oko 300 000 tona; 52,5% je iz Portugala, 29,5% iz Španjolske te 5,5% iz Italije.
Pluto se guli s debla po prvi puta kad je drvo staro oko 25 godina, ponovo se guli svakih 10 godina. Prva dva ubiranja daju pluto slabije kvalitete. Stabla hrasta plutnjaka žive oko 200 godina.

## Svojstva i uporaba
Elastičnost i gotovo potpuna nepropusnost pluto čine prikladnim materijalom za čepove boca i staklenki, posebice vinskih čepova. Pluteni čepovi čine oko 60% ukupne proizvodnje industrije pluta.
Mjehurasta struktura i prirodna vatrootpornost čine pluto prikladnim materijalom za akustičnu i toplinsku izolaciju u građevinarstvu.
Pluto se često koristi i u industriji obuće, ribolovu, te pri izradi nekih glazbenih instrumenata (čepovi na ventilima duhaćih instrumenata, dirigentske palice).